# 清史讲义
《清史讲义》，著名历史学家孟森的代表作之一。
本书是孟森在1930年代在北京大学历史系授课时的讲义，后由其弟子商鸿逵整理，中华书局1981年出版，但有刪節。中华书局2006年再版的版本是目前最佳的版本，已將先前刪節之文字還原。在台灣由正中書局印行（吳相湘編訂），未曾刪節，但校訂不佳。台灣另有台灣古籍出版社版本，未曾刪節，校訂優良。

## 外部連結
- 孟森《明清史讲义》：近代明清史学的开山之作 （页面存档备份，存于）

1. ↑   (PDF).中华书局1981年出版；无产阶级图书馆网站上传。